# Bioklast

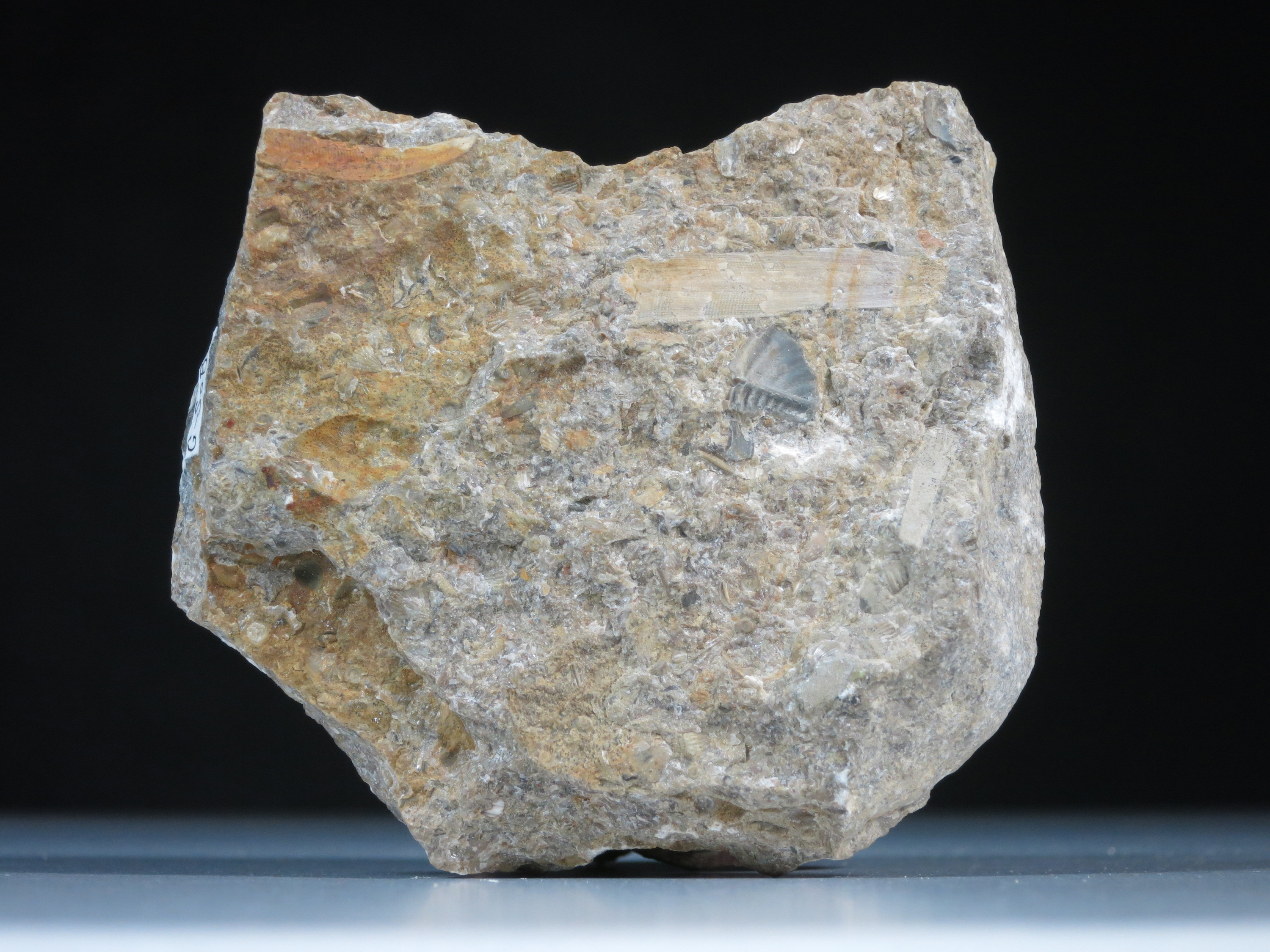
Vzorek silurského vápence z Berlínského muzea s úlomky schránek vodních živočichů, tzn. bioklastů.

Bioklasty jsou úlomky fosilních organismů nacházejících se v sedimentárních horninách vznikajících v mořských ekosystémech. Jde o části těl živočichů, rostlin a řas v rozsahu velikosti od metrových kusů po menší než milimetrové úlomky. Jejich podíl v horninách bývá různý, mohou tvořit pouze malé procento i většinu hmoty horniny. Samotné horniny vzniklé například ze schránek mikroskopických koloniálních živočichů (např. útesové vápence) se mezi bioklasty neřadí. Bioklasty ale bývají nejčastěji součástí právě vápenců po celém světě.
V případě dobrého zachování je možné z bioklastu určit i konkrétní druh organismu. Míra zachování bioklastu záleží na jeho stáří, místě a hloubce uložení. Druhy organismů, ze kterých se horniny skládají, pomáhají při dataci hornin, ale i při odhadu druhové pestrosti zaniklých ekosystémů a zjištění tehdejšího klimatu (složení organismů se mění dle stáří hornin vzhledem k odlišné druhové pestrosti během jednotlivých geologických období). Jednou z nejčastějších součástí vápencových bioklastů jsou mlži (Bivalvia), resp. úlomky jejich schránek. Často jsou to také fosilní druhy dříve velmi běžných lilijic (Crinoidea) a ramenonožců (Brachiopoda).